# Црни витез (филм из 1954)
Црни витез (енгл. The Black Knight) је британско-амерички авантуристички филм из 1954. године, режисера Теја Гарнета, према сценарију који су написали Алек Копел, Брајан Форбс и Денис О’Киф. Главне улоге у филму тумаче Алан Лад, Патриша Медина, Питер Кушинг и Хари Ендруз, а радња прати ковача који жели да постане један од витезова краља Артура како би могао да освоји руку госпе коју воли.

## Радња
Ковач Џон учи се занату на двору краља Артура, али као човек простог порекла не може да се нада да ће добити руку леди Линет, ћерке ерла од Јонила. Ерлов замак нападају Сарацени и Корнволци — прерушени у Викинге — а његова жена је убијена, док сам ерл губи памћење. Напад је био део завере Сарацена сер Паламида и паганског корнволског краља Марка да збаце Артура и хришћанство и заузму земљу, док се претварају да су Артурови пријатељи и савезници − Паламид је витез Округлог стола, а Марк је лажирао своје крштење.
Џон оптужује Паламидовог слугу Бернарда за убиство пред Артуром, који му даје три месеца милости да докаже оптужбу или се сам суочи са погубљењем. Други витез, сер Онцлејк, сажаљева се на Џона и обучава га мачевању како би могао да преузме тајни идентитет лутајућег Црног витеза. „Викинзи” упадају у новоосновани манастир и одводе леди Линет и њене монахе у Стоунхенџ на паганску жртву, али Црни витез стиже и спасава је, а помно га прате Артур и његови витезови, који побеђују пагане и уништавају Стоунхенџ.
Сер Паламид превари леди Линет да дође у његов замак како би покушао да је натера да открије идентитет Црног витеза, али Џон је о томе обавештен и спасава је, још увек прерушен. Сер Онцлејк га затим шаље у замак краља Марка, где му дрворезбар, присталица Артура, показује тајни тунел у краљевске одаје. Џон стиже на време да чује како Марк и Паламид планирају своју заверу, али Паламид га враћа у Камелот, наводећи Артура да помисли да Црни витез предводи нападе Викинга. Џон долази обучен као Црни витез и упркос откривању његовог идентитета накратко је затворен све док га леди Линет и сер Онцлејк не ослободе. Витез се залаже за њега код Артура.
Џон се враћа у Марков замак, где заробљава Маркове снаге и киднапује краља под претњом мача. Следећег јутра Сарацени се искрцавају у близини Камелота, а сер Паламид и Бернард преваром пробијају пут до Камелота. Бернард убада човека у Артуровом кревету, само да би открио да је то Марк, а не Артур. Џон јури Бернарда и он пада са зидина, док Артурови витезови преваре Сарацене одговарајући на њихов сигнал ватрене стреле, што је требало да буде сигнал Корнволцима да се придруже нападу Сарацена. Витезови побеђују Сарацене испод зидина Камелота, док унутар њих Џон самостално побеђује Паламида. Као награду, Артур проглашава Џона за витеза и нуди му испуњење једне жеље. Џон тражи да се ожени леди Линет, што она и Артур прихватају.

## Улоге
| Глумац         | Улога           |
| -------------- | --------------- |
| Алан Лад       | Џон             |
| Патриша Медина | леди Линет      |
| Андре Морел    | сер Онцлејк     |
| Хари Ендруз    | ерл од Јонила   |
| Питер Кушинг   | сер Паломид     |
| Патрик Траутон | краљ Марк       |
| Ентони Бушел   | краљ Артур      |
| Бил Брендон    | Бернард         |
| Роналд Адам    | опат            |
| Џин Лоџ        | краљица Гиневра |